# پاسک و پل
پاسک و پل (انگلیسی: Pasek and Paul) نام یک گروه دونفره متشکل از بنژ پاسک و جاستین پل است که برای تئاتر موزیکال، فیلم‌ها و برنامه‌های تلویزیونی موسیقی می‌سازند. ترانه‌های لا لا لند از این گروه است که برنده جایزه گلدن گلوب بهترین ترانه غیراقتباسی و جایزه اسکار بهترین ترانه (به خاطر ترانه شهر ستاره‌ها) شده‌است. همچنین سازندگان موسیقی بزرگ‌ترین شومن هم هستند.
تئاتر موزیکال ایون هنسن عزیز از این گروه است که برنده جایزه تونی برای بهترین ترانه غیراقتباسی شده‌است.
هر دو این اشخاص فارغ‌التحصیل دانشگاه میشیگان هستند.